# Sódzsi Gen
Sódzsi Gen (1992. december 11. –) japán válogatott labdarúgó, a Gamba Osaka hátvédje.

## Statisztika

### Klub
2016. február 26 szerint: 
| Klub           | Szezon   | League   | League | Császár kupa | Császár kupa | J. Liga kupa | J. Liga kupa | AFC      | AFC | Egyéb1   | Egyéb1 | Összesen | Összesen |
| Klub           | Szezon   | Mérkőzés | Gól    | Mérkőzés     | Gól          | Mérkőzés     | Gól          | Mérkőzés | Gól | Mérkőzés | Gól    | Mérkőzés | Gól      |
| -------------- | -------- | -------- | ------ | ------------ | ------------ | ------------ | ------------ | -------- | --- | -------- | ------ | -------- | -------- |
| Kasima Antlers | 2011     | 0        | 0      | 2            | 0            | 0            | 0            | 0        | 0   | -        | -      | 2        | 0        |
| Kasima Antlers | 2012     | 9        | 0      | 4            | 1            | 5            | 0            | -        | -   | -        | -      | 18       | 1        |
| Kasima Antlers | 2013     | 4        | 0      | 0            | 0            | 1            | 0            | -        | -   | 0        | 0      | 5        | 0        |
| Kasima Antlers | 2014     | 34       | 2      | 0            | 0            | 6            | 0            | -        | -   | 0        | 0      | 40       | 2        |
| Kasima Antlers | 2015     | 29       | 3      | 0            | 0            | 4            | 0            | 5        | 0   | 0        | 0      | 38       | 3        |
| Kasima Antlers | 2016     | 34       | 1      | 1            | 0            | 2            | 1            | 0        | 0   | 1        | 0      | 38       | 2        |
| Kasima Antlers | Összesen | 110      | 6      | 7            | 1            | 18           | 1            | 5        | 0   | 1        | 0      | 141      | 8        |

## Sikerei, díjai

### Klub
- Kasima Antlers
  - J1 League bajnok: 2016
  - AFC-bajnokok ligája: 2018

### Egyéni
- J1 All-star csapat: 2016, 2017